# FC Hilversum in het seizoen 1958/59
Het seizoen 1958/1959 was het vierde jaar in het bestaan van de Hilversumse betaaldvoetbalclub Hilversum. De club kwam uit in de Tweede divisie A en eindigde daarin op de vierde plaats. Tevens deed de club mee aan het toernooi om de KNVB beker, hierin werd de club in de eerste ronde uitgeschakeld door Velsen (0–2).

## Wedstrijdstatistieken

### Tweede divisie A
|       | Baronie | DHC   | DOSKO | EBOH  | EDO   | 't Gooi | LONGA | ONA   | UVS   | De Valk | Velox | Wilhelmina | Xerxes | Zeist |
| ----- | ------- | ----- | ----- | ----- | ----- | ------- | ----- | ----- | ----- | ------- | ----- | ---------- | ------ | ----- |
| Thuis | 3 – 2   | 0 – 0 | 3 – 1 | 7 – 0 | 3 – 2 | 1 – 0   | 1 – 1 | 0 – 0 | 2 – 0 | 0 – 0   | 1 – 1 | 0 – 2      | 1 – 1  | 8 – 2 |
| Uit   | 4 – 1   | 1 – 0 | 1 – 1 | 3 – 0 | 1 – 0 | 0 – 2   | 2 – 3 | 1 – 4 | 0 – 0 | 0 – 2   | 3 – 1 | 1 – 4      | 2 – 1  | 0 – 4 |

### KNVB beker
| 1e ronde                                           | Velsen              | 2 – 0 (2 – 0) | Hilversum |
| 1 januari 1959 Plaats: Driehuis Sportpark Driehuis | Graham 20' Onbekend |               |           |

## Statistieken Hilversum 1958/1959

### Eindstand Hilversum in de Nederlandse Tweede divisie A 1958 / 1959
| Stand | Gespeeld | Gewonnen | Gelijk | Verloren | Punten | Doelpunten voor | Doelpunten tegen |
| ----- | -------- | -------- | ------ | -------- | ------ | --------------- | ---------------- |
| 4e    | 28       | 13       | 8      | 7        | 34     | 53              | 31               |

### Topscorers
| #              | Naam                | Goal |
| -------------- | ------------------- | ---- |
| 1.             | Evert Pluim         | 15   |
| 2.             | Gerard de Jongh     | 14   |
| 3.             | Jozef Siahaya       | 10   |
| 4.             | Joop van Oosterum   | 4    |
| 5.             | Aart Langhorst      | 3    |
| 6.             | Hans van den Brug   | 2    |
| 6.             | Bertus Mensert      | 2    |
| 6.             | Mozes Tureya        | 2    |
| Eigen doelpunt |                     |      |
| –              | Jan Kolkman (Zeist) | 1    |
| Totaal         | Totaal              | 53   |

| #      | Naam        | Goal |
| ------ | ----------- | ---- |
| –      | Geen speler | 0    |
| Totaal | Totaal      | 0    |